# Callithericles
Callithericles is een geslacht van rechtvleugeligen uit de familie Thericleidae. De wetenschappelijke naam van dit geslacht is voor het eerst geldig gepubliceerd in 1977 door Descamps.

## Soorten
Het geslacht Callithericles omvat de volgende soorten:
- Callithericles brazzavillensis Descamps, 1967
- Callithericles schwarti Descamps, 1977